# Communauté d'agglomération du Bassin d'Annonay
La communauté d'agglomération du Bassin d'Annonay est une ancienne communauté d'agglomération française, située dans le département de l'Ardèche et la région Auvergne-Rhône-Alpes. Son siège se trouvait au château du « Domaine de La Lombardière », situé sur la commune de Davézieux, à une dizaine de mètres de la limite intercommunale avec Annonay, ville la plus peuplée du territoire communautaire et du département.

## Historique

### Du district à la communauté d'agglomération
La communauté de communes du Bassin d'Annonay a été créée le 10 mars 1999 en remplacement du District urbain d'Annonay qui existait depuis 1968. Ce district regroupait sept communes : Annonay, Boulieu-lès-Annonay, Davézieux, Saint-Clair, Saint-Cyr, Saint-Marcel-lès-Annonay et Savas.
La communauté de communes a connu trois élargissements :
- en 2000, adhésion de Roiffieux ;
- en 2001, adhésion de Talencieux et Vernosc-lès-Annonay, au sud-est ;
- en 2003, adhésion de cinq communes situées au sud-ouest d'Annonay (Le Monestier, Saint-Julien-Vocance, Vanosc, Villevocance et Vocance) et une commune à l'est (Thorrenc).

Le 31 décembre 2013, la communauté de communes est devenue une communauté d'agglomération, en dépit de sa population.
La loi no 2015-991 du 7 août 2015 portant nouvelle organisation territoriale de la République, dite « loi NOTRe », impose aux établissements publics de coopération intercommunale à fiscalité propre une population supérieure à 15 000 habitants, avec des dérogations, sans pour autant descendre en dessous de 5 000 habitants. La communauté d'agglomération comptant 35 150 habitants en 2012 (population municipale), elle peut se maintenir.
Le projet de schéma départemental de coopération intercommunale (SDCI) de l'Ardèche, dévoilé en octobre 2015, proposait la fusion de la communauté d'agglomération du Bassin d'Annonay avec la communauté de communes Vivarhône, ainsi que l'intégration de huit communes du département de la Loire (Bourg-Argental, Burdignes, Colombier, Graix, Saint-Julien-Molin-Molette, Saint-Sauveur-en-Rue, Thélis-la-Combe et La Versanne). La CC Vivarhône, affichant une population de 8 627 habitants en 2012 (population municipale) et une densité de population supérieure à la densité nationale (110,5 hab./km2), ne peut pas se maintenir. À la suite de l'adoption du SDCI en mars 2016, le rattachement des huit communes de la Loire à la communauté d'agglomération a été refusé.
Par arrêté du 5 décembre 2016, la communauté d'agglomération du Bassin d'Annonay fusionne avec la communauté de communes Vivarhône et deux communes issues de la communauté de communes du Val d'Ay pour former la communauté d'agglomération Annonay Rhône Agglo au 1er janvier 2017.

## Territoire communautaire

### Géographie
La communauté d'agglomération était située au nord du département de l'Ardèche, dans l'arrondissement de Tournon-sur-Rhône.
Le territoire communautaire était largement desservi par les réseaux interurbains du département de l'Ardèche (lignes vers Valence, Le Péage-de-Roussillon, Lamastre et Lalouvesc) et de la Loire (lignes vers Saint-Étienne et Vérin), ou par la ligne 75 du réseau interurbain de l'ancienne région Rhône-Alpes (vers Le Péage-de-Roussillon et Lyon).

### Composition
La communauté d'agglomération était composée des seize communes suivantes :
| Nom                      | Code Insee | Gentilé         | Superficie (km2) | Population (dernière pop. légale) | Densité (hab./km2) |
| ------------------------ | ---------- | --------------- | ---------------- | --------------------------------- | ------------------ |
| Annonay                  | 07010      | Annonéens       | 21,20            | 16 302 (2014)                     | 769                |
| Boulieu-lès-Annonay      | 07041      | Bonloculiens    | 9,45             | 2 198 (2014)                      | 233                |
| Davézieux                | 07078      | Davézoriens     | 5,59             | 3 071 (2014)                      | 549                |
| Monestier                | 07160      | Mounétères      | 7,41             | 52 (2014)                         | 7                  |
| Roiffieux                | 07197      | Refocaliens     | 19,52            | 2 826 (2014)                      | 145                |
| Saint-Clair              | 07225      | Saint-Clairois  | 5,81             | 1 064 (2014)                      | 183                |
| Saint-Cyr                | 07227      | Saint-Cyriens   | 8,12             | 1 330 (2014)                      | 164                |
| Saint-Julien-Vocance     | 07258      |                 | 26,42            | 229 (2014)                        | 8,7                |
| Saint-Marcel-lès-Annonay | 07265      | Saint-Marcelons | 16,61            | 1 433 (2014)                      | 86                 |
| Savas                    | 07310      | Savassiens      | 12,44            | 912 (2014)                        | 73                 |
| Talencieux               | 07317      |                 | 7,10             | 1 032 (2014)                      | 145                |
| Thorrenc                 | 07321      | Thorrençois     | 3,67             | 236 (2014)                        | 64                 |
| Vanosc                   | 07333      | Vanoscois       | 26,10            | 939 (2014)                        | 36                 |
| Vernosc-lès-Annonay      | 07337      | Vernoscois      | 16,08            | 2 472 (2014)                      | 154                |
| Villevocance             | 07342      | Villevocançois  | 9,38             | 1 201 (2014)                      | 128                |
| Vocance                  | 07347      | Vocançois       | 17,17            | 587 (2014)                        | 34                 |

Dix de ces communes sont classées en zone de montagne.

### Démographie
| 1968   | 1975   | 1982   | 1990   | 1999   | 2008   | 2013   |
| ------ | ------ | ------ | ------ | ------ | ------ | ------ |
| 30 112 | 31 480 | 32 648 | 33 488 | 33 914 | 35 488 | 35 428 |

## Politique et administration

### Siège
Lors de son acquisition par le district urbain d'Annonay, le « Domaine de La Lombardière » comprenant un parc, le château, ses dépendances et des terres agricoles, était partagé par la limite de communes entre Annonay et Davézieux. Les terres agricoles ont été urbanisées en zones d'habitation, zones industrielles, commerces et établissements scolaires. Les bâtiments ont été choisis comme siège des différentes structures intercommunales qui se sont succédé.

## Organisation

### Conseil communautaire
Le conseil communautaire était l'organe délibérant de la communauté d'agglomération. Il comportait 48 sièges et compte au moins un représentant de chaque commune. Il se réunissait au siège de la communauté d'agglomération, exactement dans une dépendance du château de La Lombardière réaménagée et renommée « L'Étable » (car ancienne étable du « Domaine de La Lombardière »).
Ces membres étaient répartis comme suit :
| Nombre de délégués | Communes |
| ------------------ | --- |
| 22                 | Annonay |
| 4                  | Davézieux                                                                                                   |
| 3                  | Boulieu-lès-Annonay, Roiffieux, Vernosc-lès-Annonay                                                         |
| 2                  | Saint-Cyr, Saint-Marcel-lès-Annonay                                                                         |
| 1                  | Le Monestier, Saint-Clair, Saint-Julien-Vocance, Savas, Talencieux, Thorrenc, Vanosc, Villevocance, Vocance |

### Présidence
Le président de la communauté d'agglomération était élu par le conseil communautaire.
| Période                                  | Période         | Identité              | Étiquette    | Qualité                                                                       |
| ---------------------------------------- | --------------- | --------------------- | ------------ | ----------------------------------------------------------------------------- |
| Les données manquantes sont à compléter. |                 |                       |              |                                                                               |
| 10 mars 1999                             | avril 2001      | Jean-Claude Tournayre | PS           | Architecte Maire d'Annonay de 1997 à 2001                                     |
| avril 2001                               | avril 2008      | Gérard Weber          | RPR puis UMP | Masseur-kinésithérapeute Maire d'Annonay de 2001 à 2008 Député de 2002 à 2007 |
| avril 2008                               | avril 2014      | Jean-Claude Tournayre | PS           | Architecte Maire d'Annonay de 1997 à 2001                                     |
| avril 2014                               | mandat en cours | Simon Plénet          | PS           | Maire de Annonay depuis 2020                                                  |

Le conseil communautaire du 17 avril 2014 a désigné onze vice-présidents, :
| No | Identité          | Commune d'élection  | Délégation                                                                               |
| -- | ----------------- | ------------------- | ---------------------------------------------------------------------------------------- |
| 1  | Richard MOLINA    | Limony              | chargé de l’Économie, des infrastructures et réseaux                                     |
| 2  | Sylvie BONNET     | Ardoix              | chargée de la Petite Enfance et de la parentalité                                        |
| 3  | Yves FRAYSSE      | Charnas             | chargé de l’Agriculture                                                                  |
| 4  | François CHAUVIN  | Annonay             | chargé de la Gestion patrimoniale, de la sécurité et de la défense incendie              |
| 5  | Laurent MARCE     | Talencieux          | chargé de la Gestion durable des déchets                                                 |
| 6  | Antoine MARTINEZ  | Annonay             | chargé de la Culture et des équipements sportifs                                         |
| 7  | Ronan PHILIPPE    | Peaugres            | chargé de la Santé                                                                       |
| 8  | Denis SAUZE       | Le Monestier        | chargé de la Transition écologique, des circuits courts et de la restauration collective |
| 9  | Christophe DELORD | Roiffieux           | chargé de l’Aménagement durable et urbanisme                                             |
| 10 | Gilles DUFAUD     | Davezieux           | chargé de l’Assainissement et des eaux pluviales                                         |
| 11 | Sylvette DAVID    | Talencieux          | chargée des Personnes âgées et solidarités                                               |
| 12 | Damien BAYLE      | Boulieu-lès-Annonay | chargé du Commerce                                                                       |
| 13 | Denis HONORÉ      | Villevocance        | chargé de l’Eau potable                                                                  |

### Compétences
L'intercommunalité exerçait des compétences qui lui étaient déléguées par les communes membres.
Toute communauté d'agglomération exerce quatre compétences obligatoires et au minimum trois compétences optionnelles. Celle du Bassin d'Annonay exerce au moins :
- développement économique (création, aménagement, gestion de zones d'activités ; immobilier d'entreprise ; accueil et développement des entreprises ; promotion du territoire, etc.) ;
- aménagement de l'espace (schémas de cohérence territoriale[Note 2] et de secteur ; plan local d'urbanisme ; zones d'aménagement concerté ; organisation des transports urbains) ;
- équilibre social de l'habitat et tout ce qui a trait à l'habitat (programme local de l'habitat ; politique du logement social et non social ; opération programmée d'amélioration de l'habitat, etc.) ;
- politique de la ville (dispositifs contractuels de développement urbain, de développement local et d'insertion économique et sociale ; plan local pour l'insertion et l'emploi ; contrat urbain de cohésion sociale ; rénovation urbaine) ;
- dispositifs locaux de prévention de la délinquance ;
- environnement et cadre de vie : assainissement non collectif ; collecte et traitement des déchets ménagers et assimilés ;
- action sociale ;
- création, aménagement et entretien de la voirie, etc.

### Régime fiscal et budget
La communauté d'agglomération applique la fiscalité professionnelle unique.

## Projets et réalisations
La communauté de communes et la ville d'Annonay ont procédé à la mutualisation de leurs services le 1er avril 2009. Le centre intercommunal d'action sociale est géré par la structure intercommunale depuis le 1er janvier 2010. Le fonctionnement n'a pas été modifié à la suite de sa transformation en communauté d'agglomération.

## Galerie

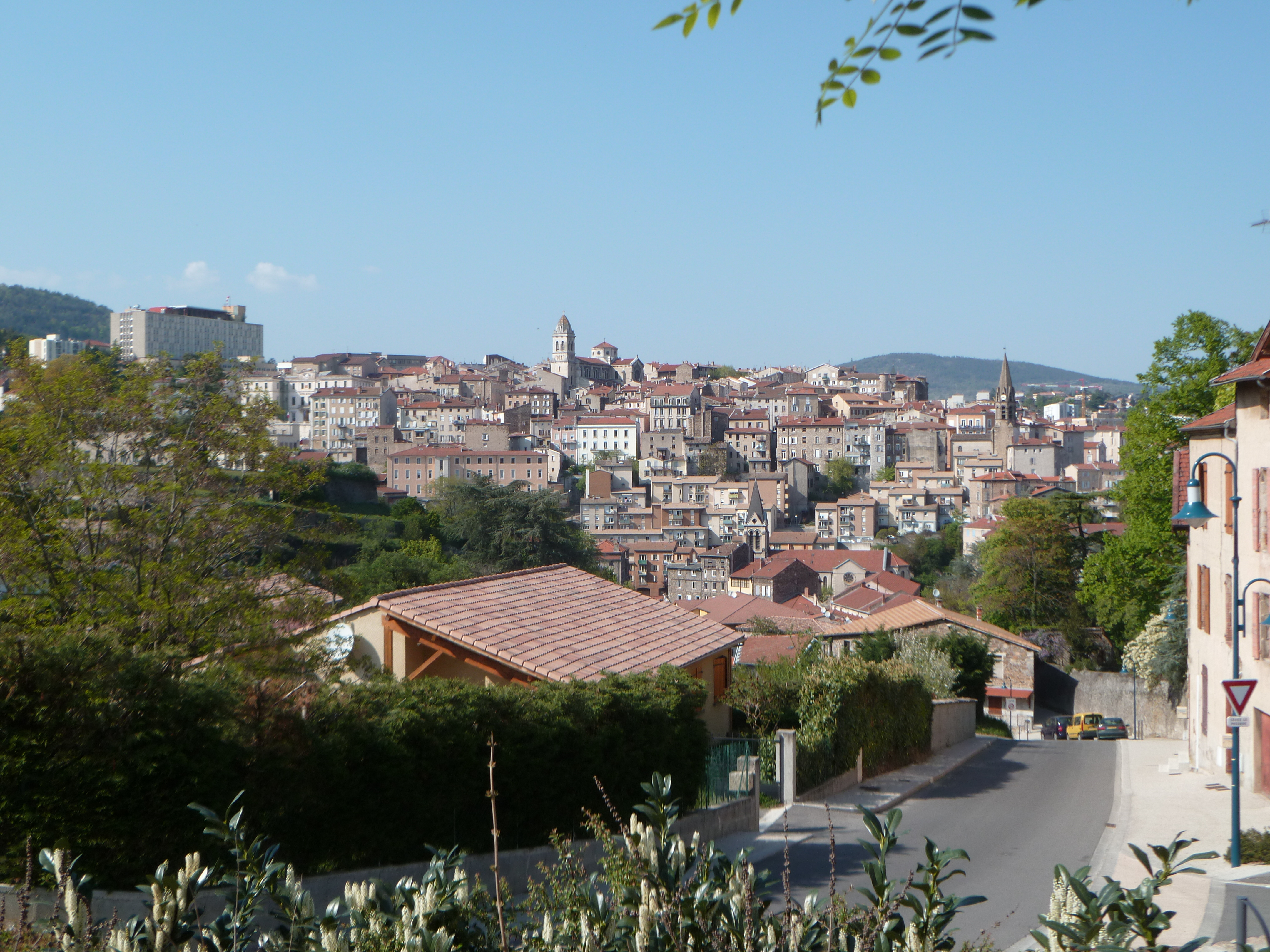
Annonay
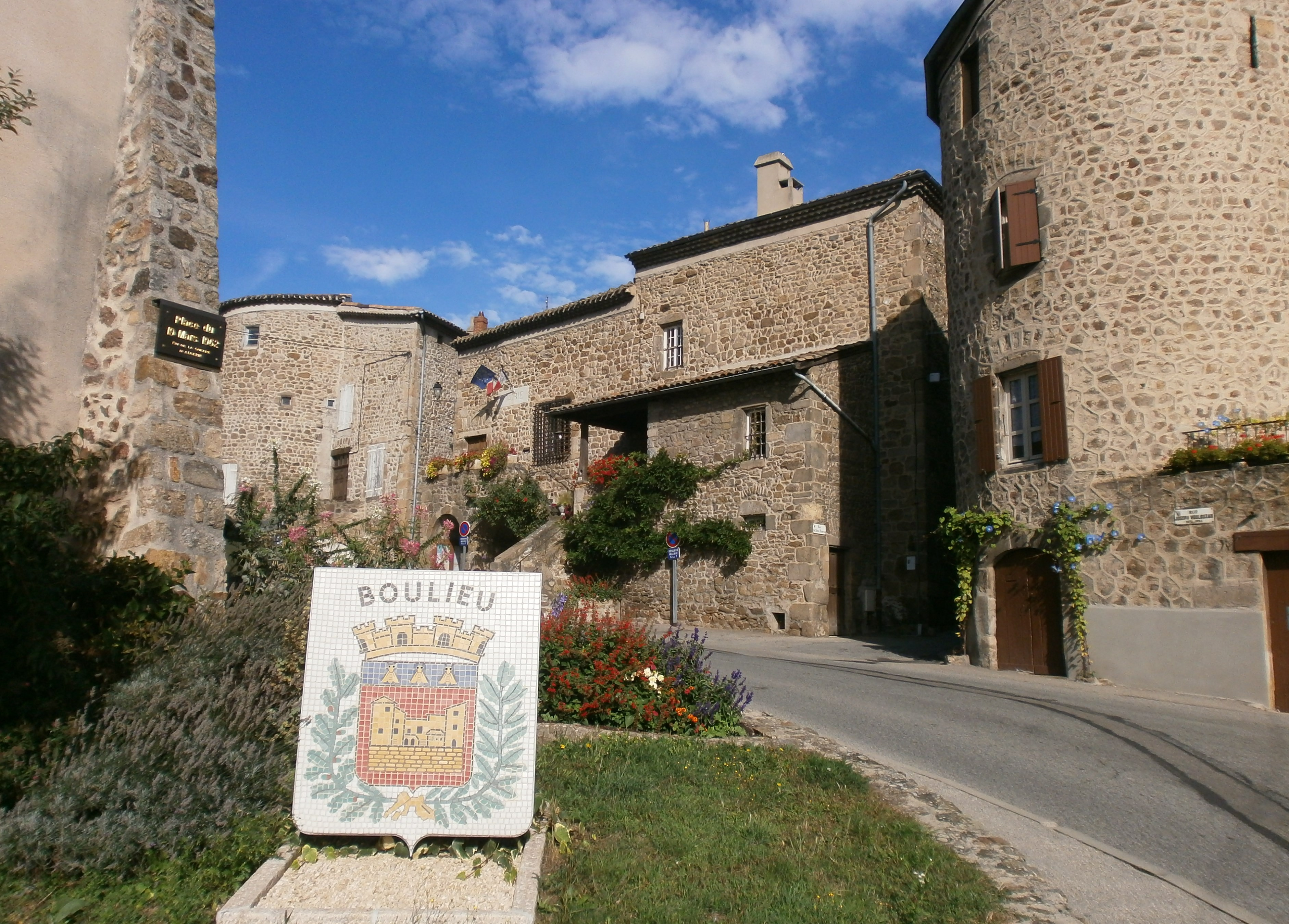
Boulieu-lès-Annonay
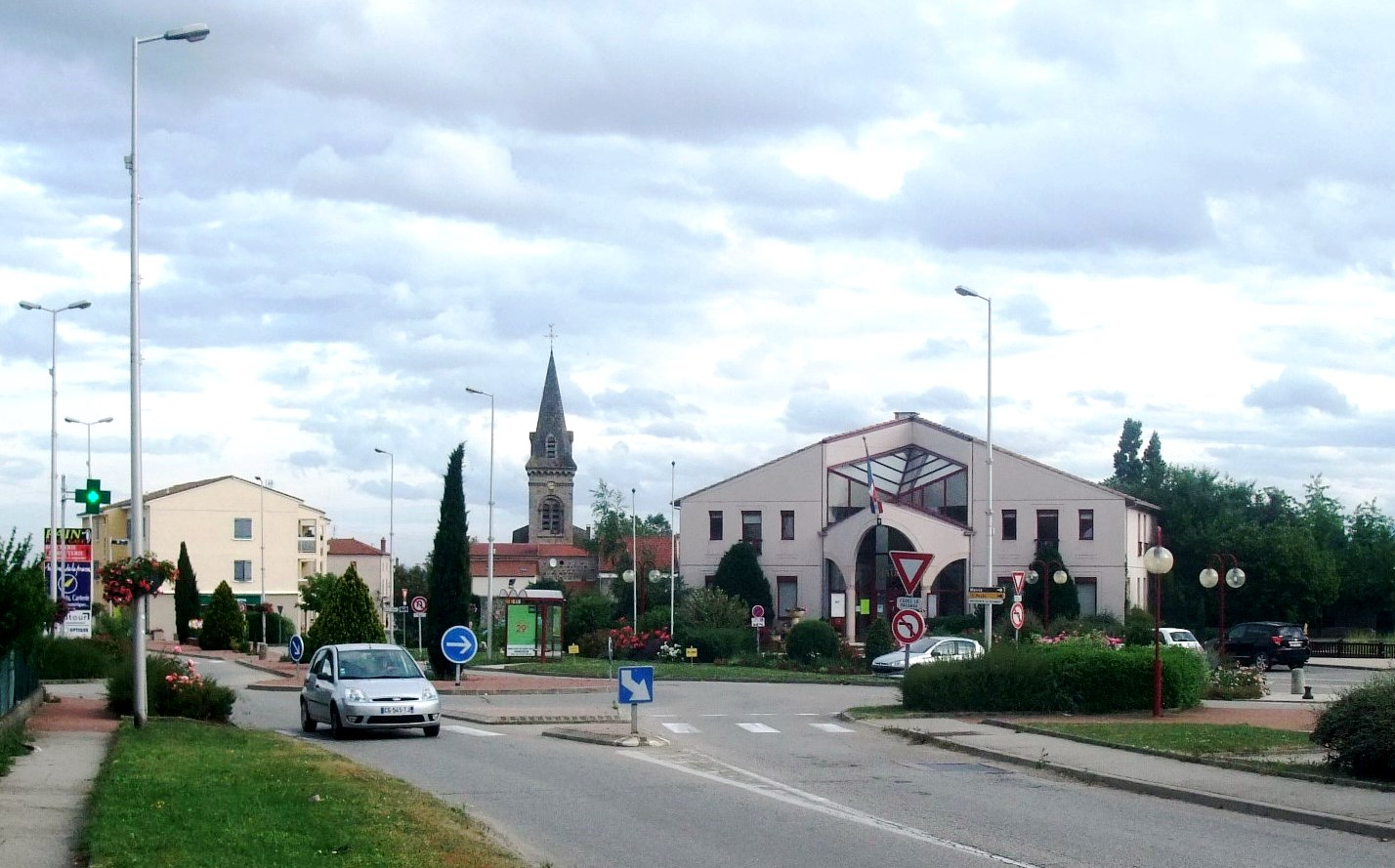
Davézieux
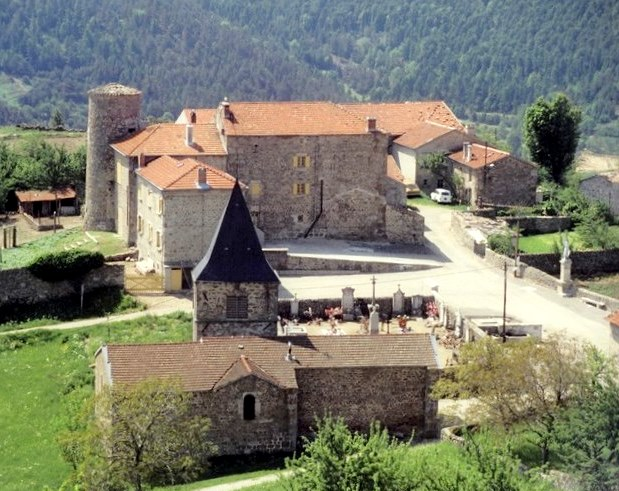
Le Monestier
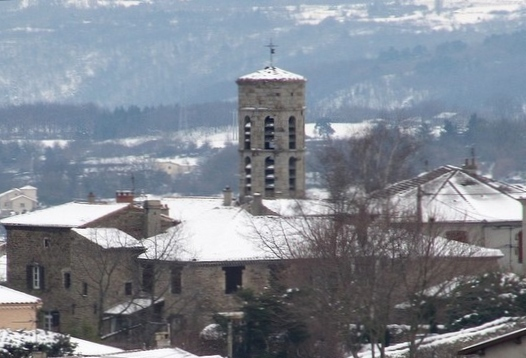
Roiffieux
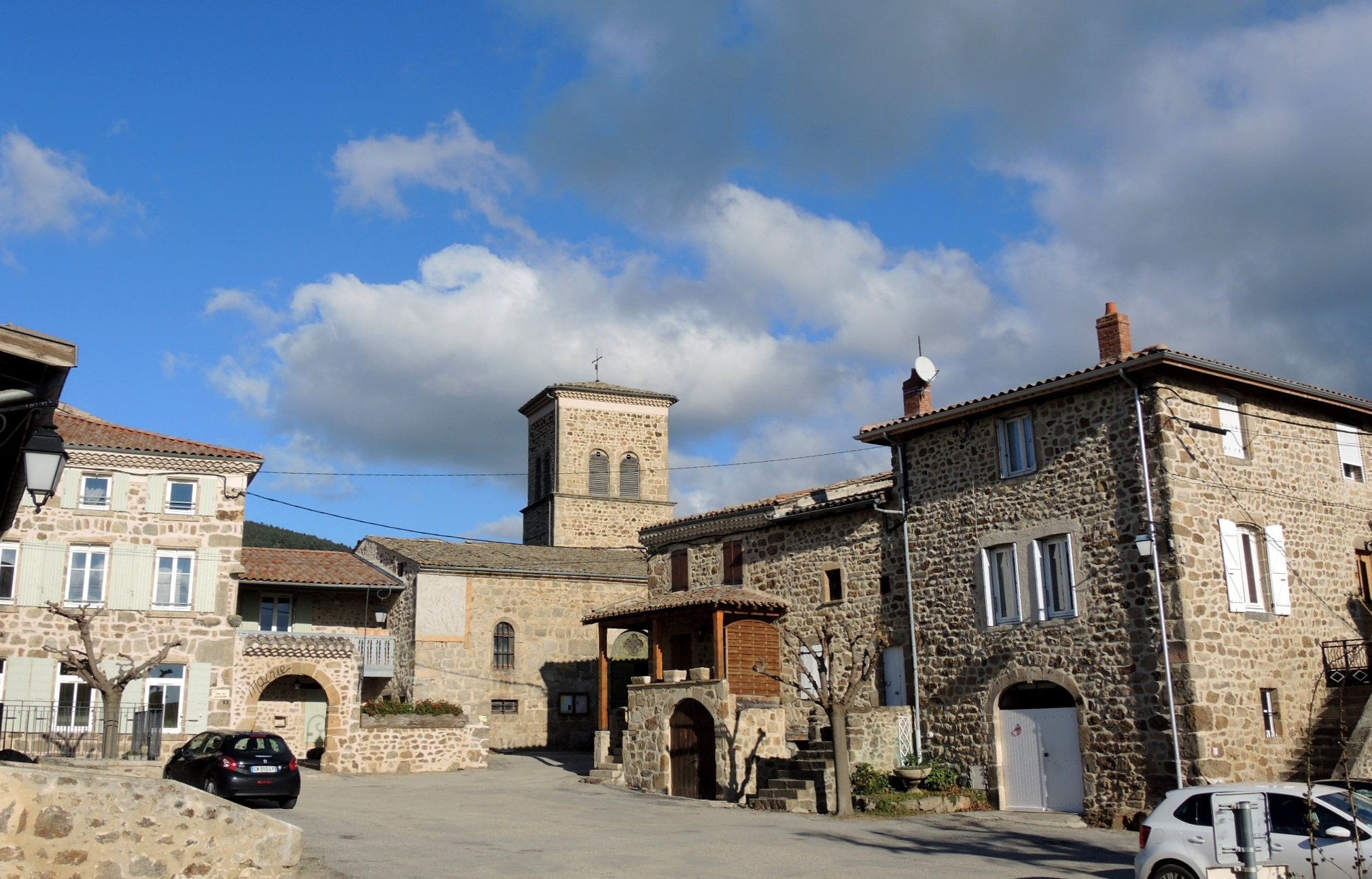
Saint-Clair
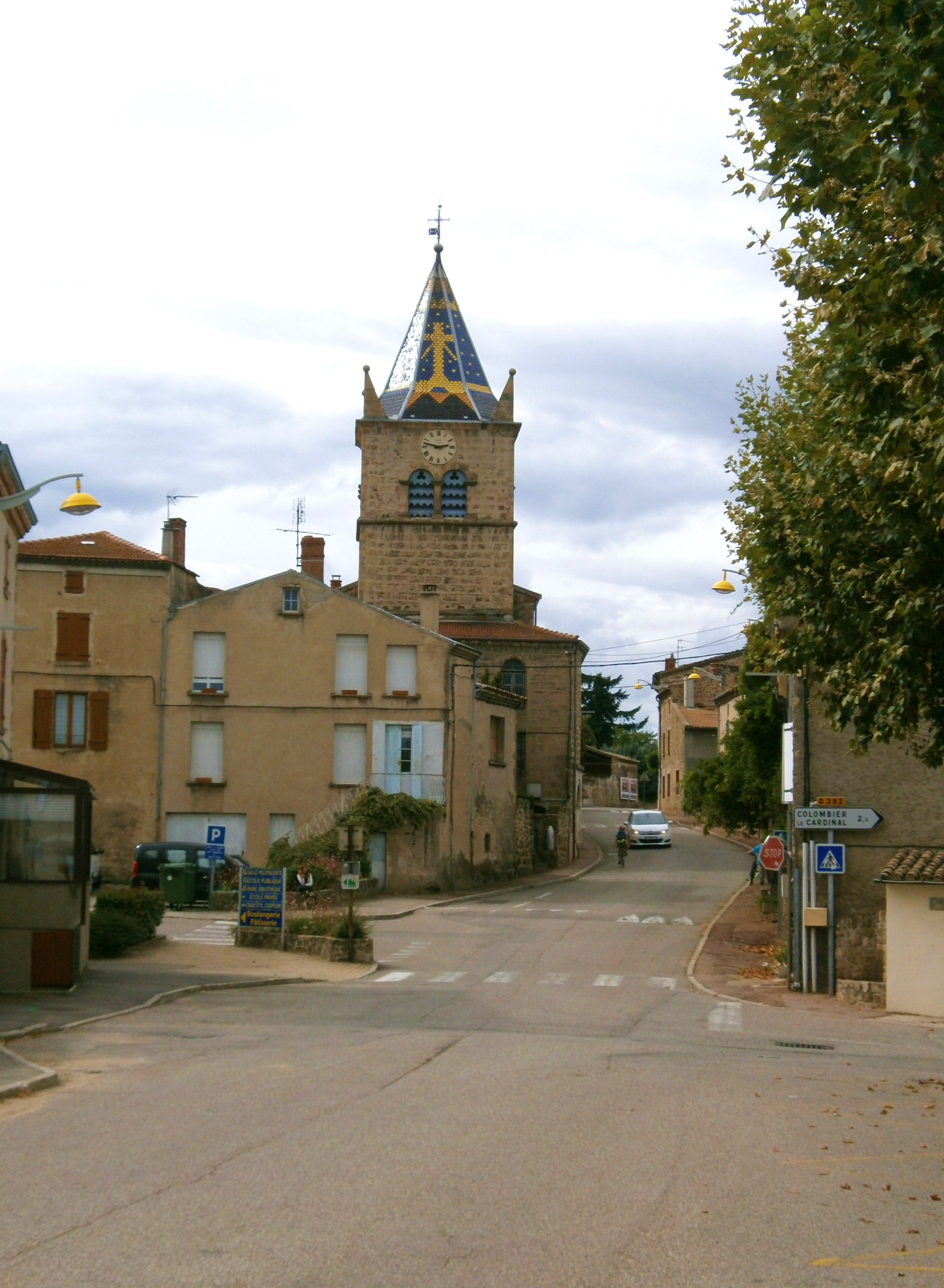
Saint-Cyr
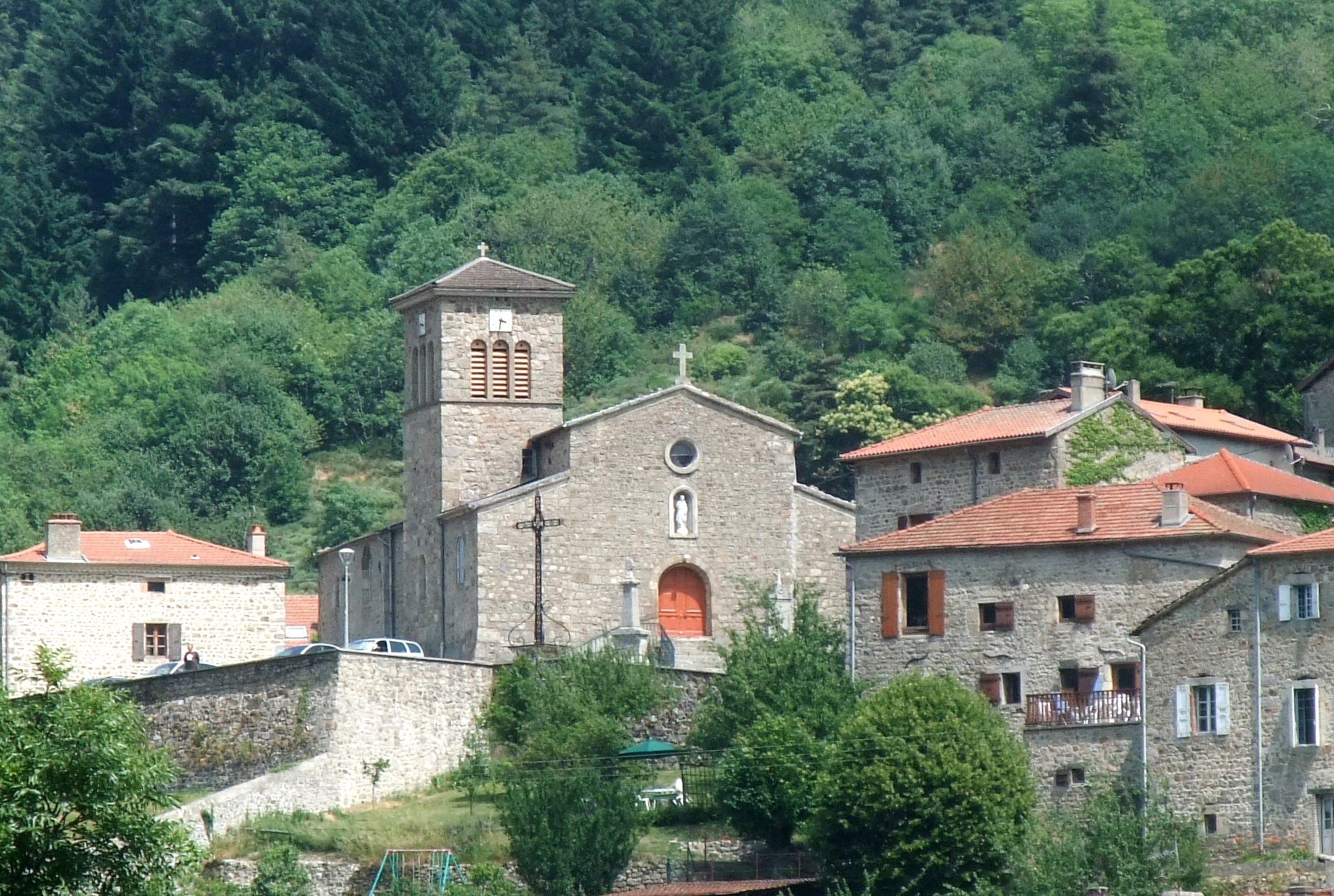
Saint-Julien-Vocance
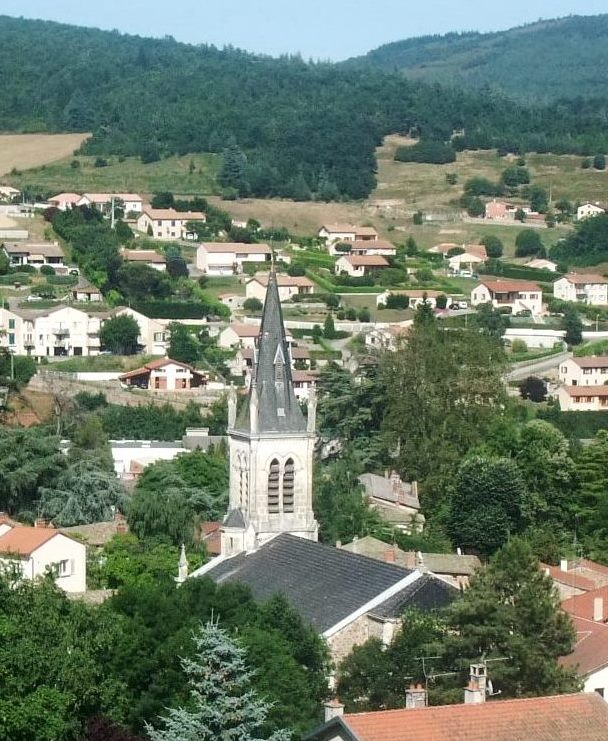
Saint-Marcel-lès-Annonay
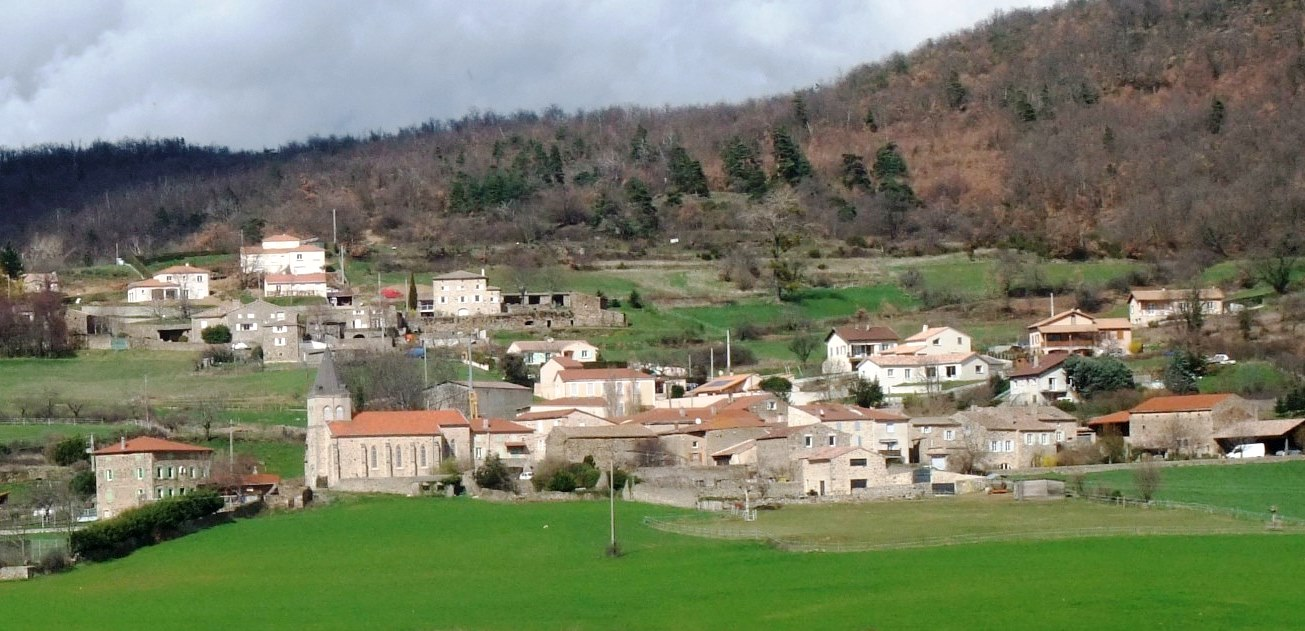
Savas
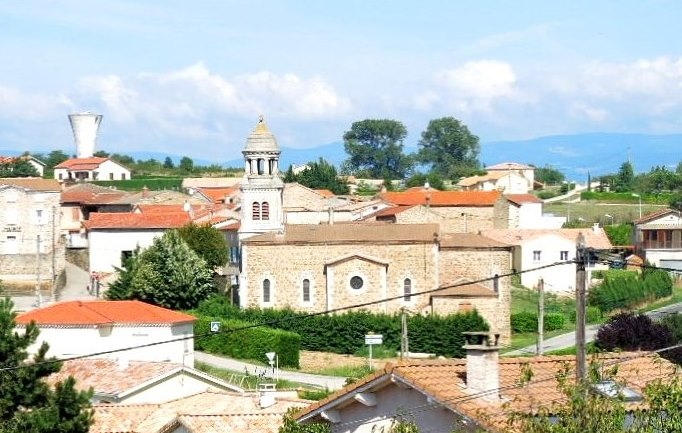
Talencieux
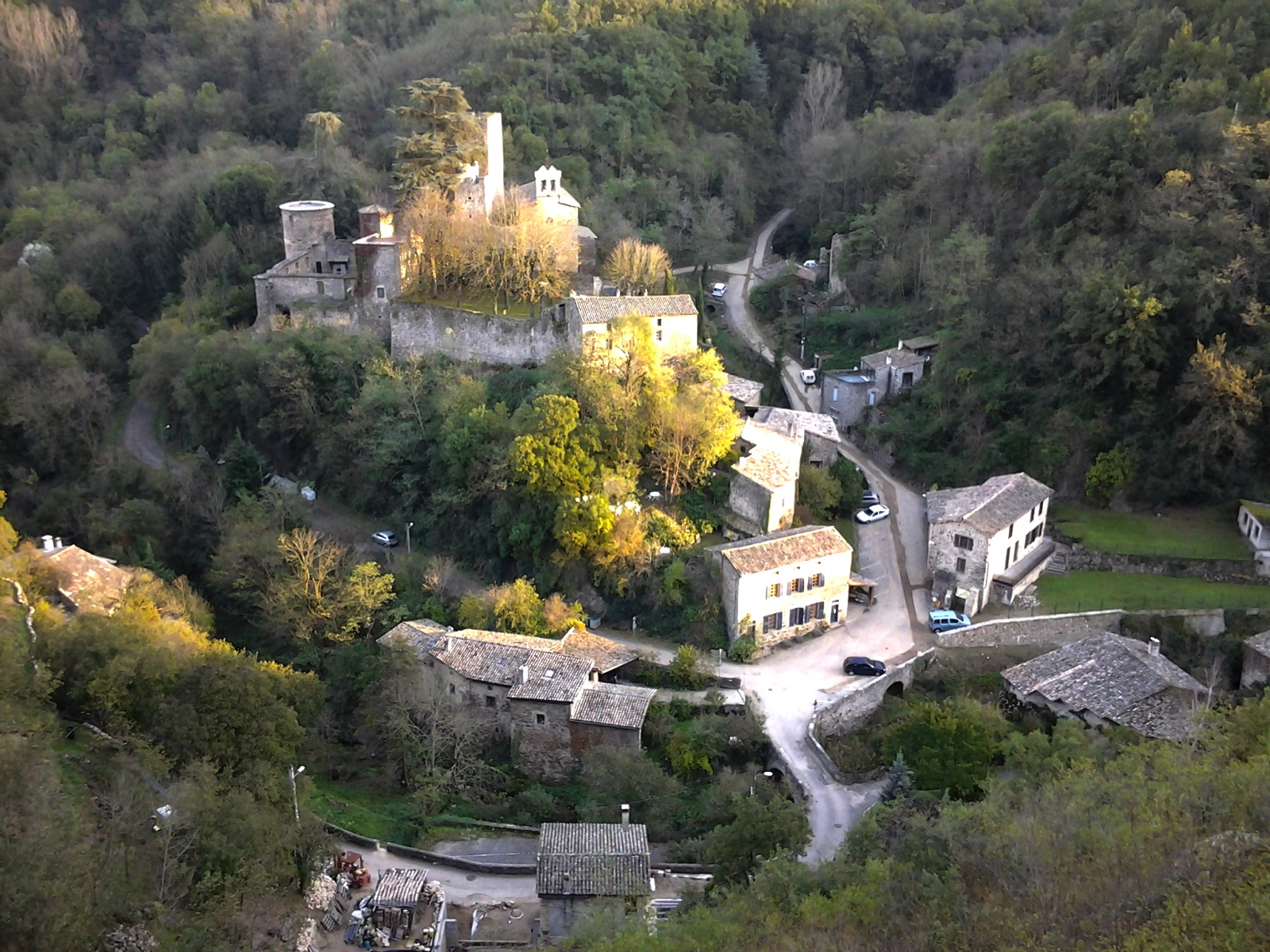
Thorrenc
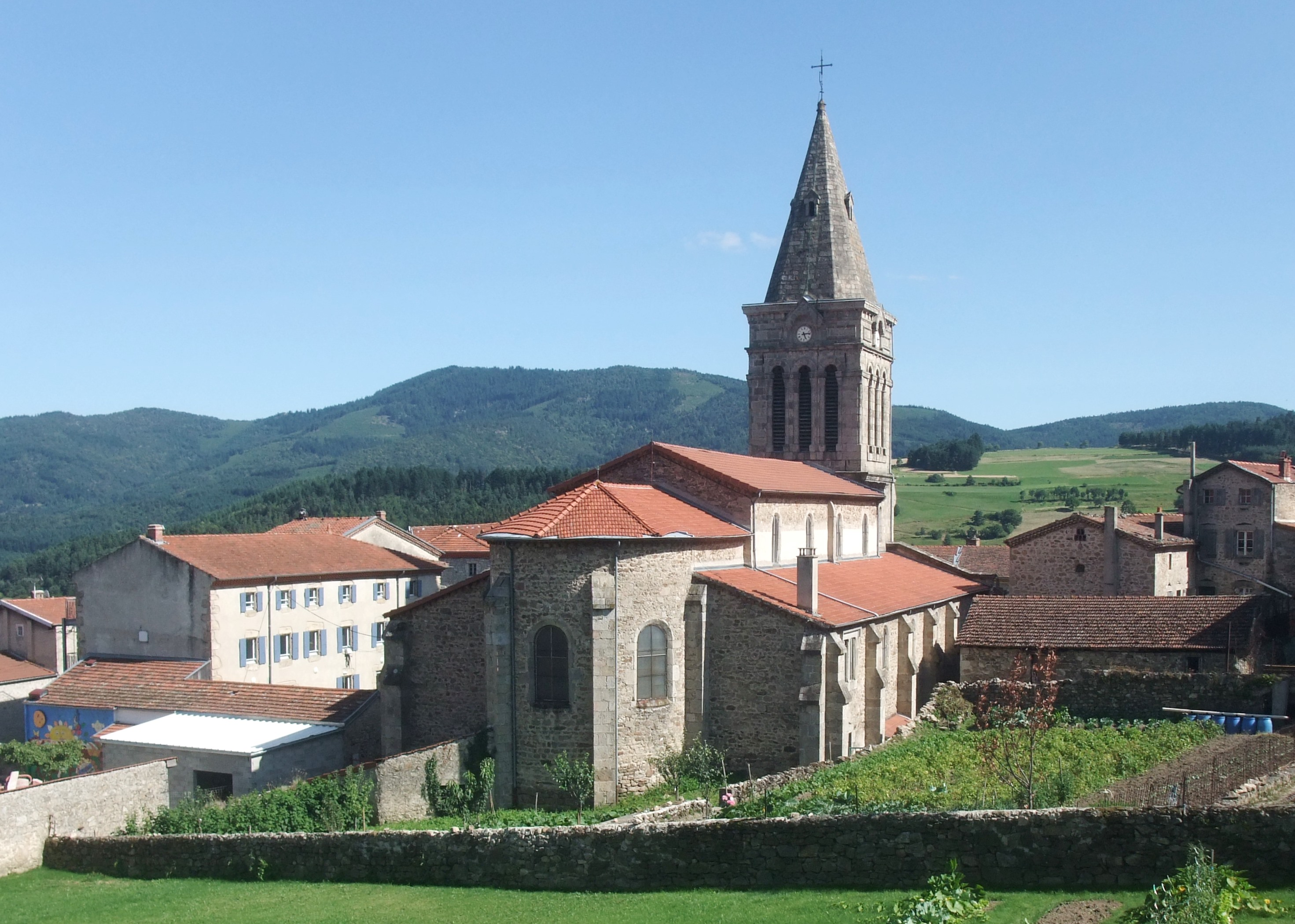
Vanosc
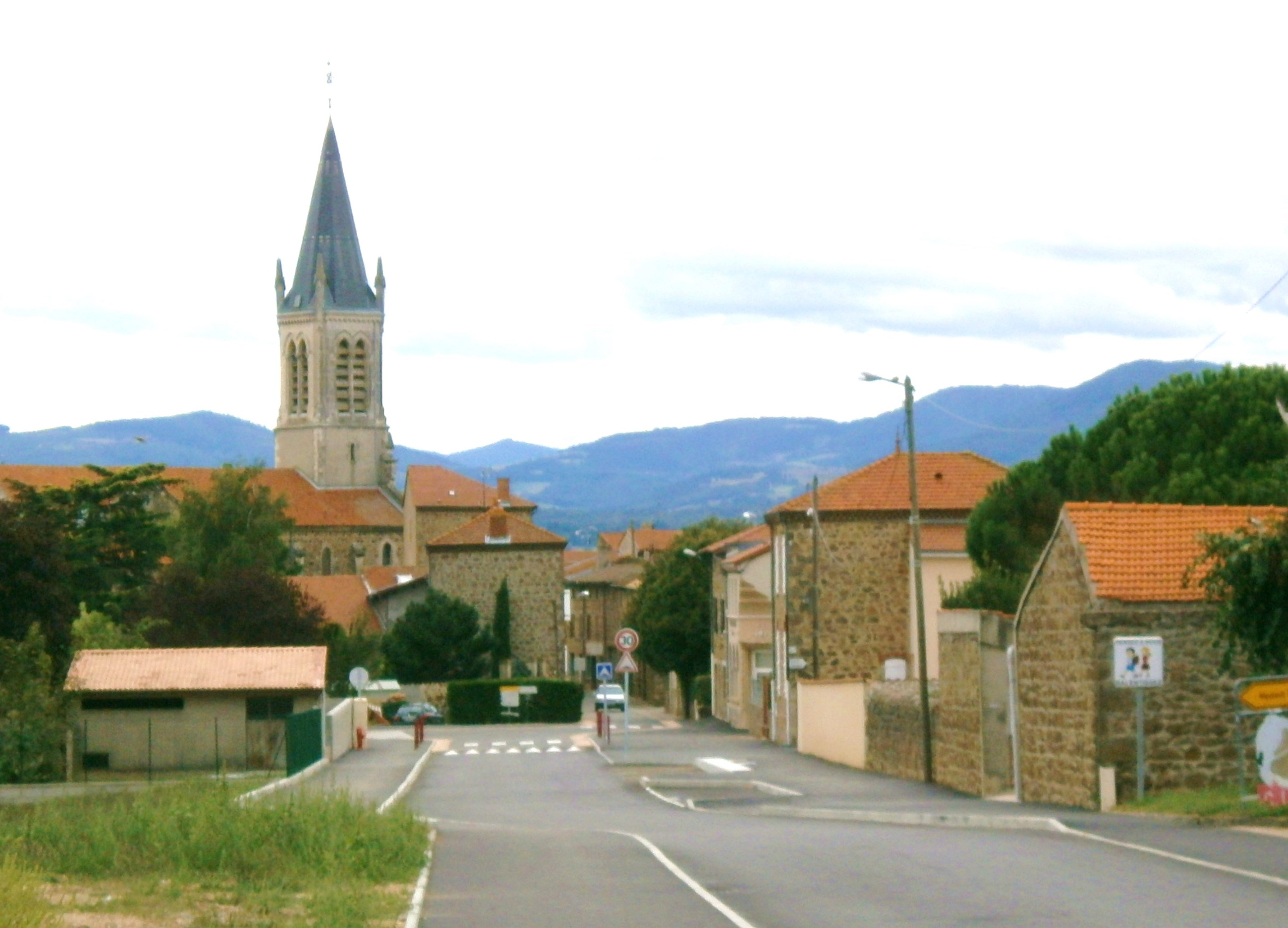
Vernosc-lès-Annonay
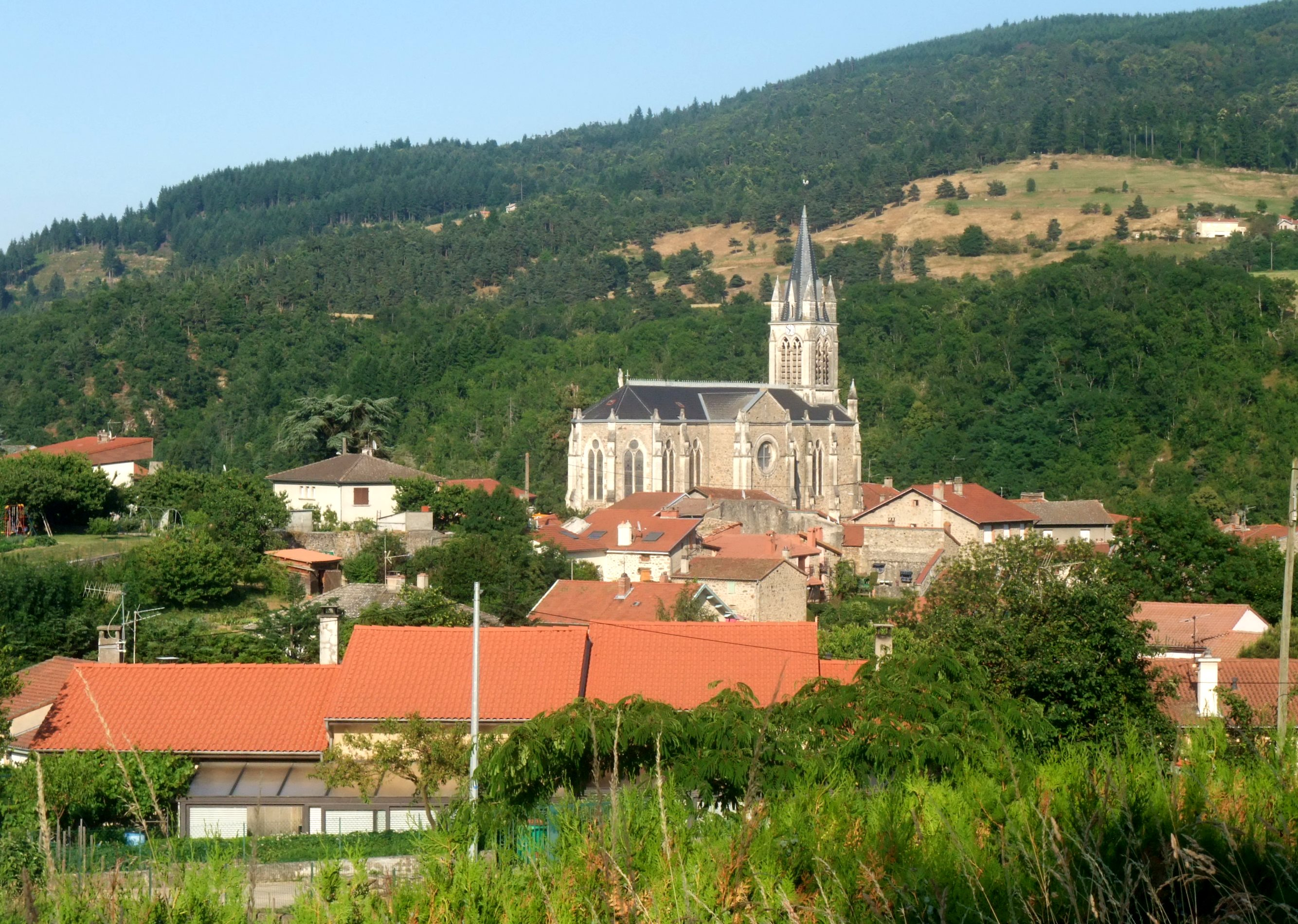
Villevocance
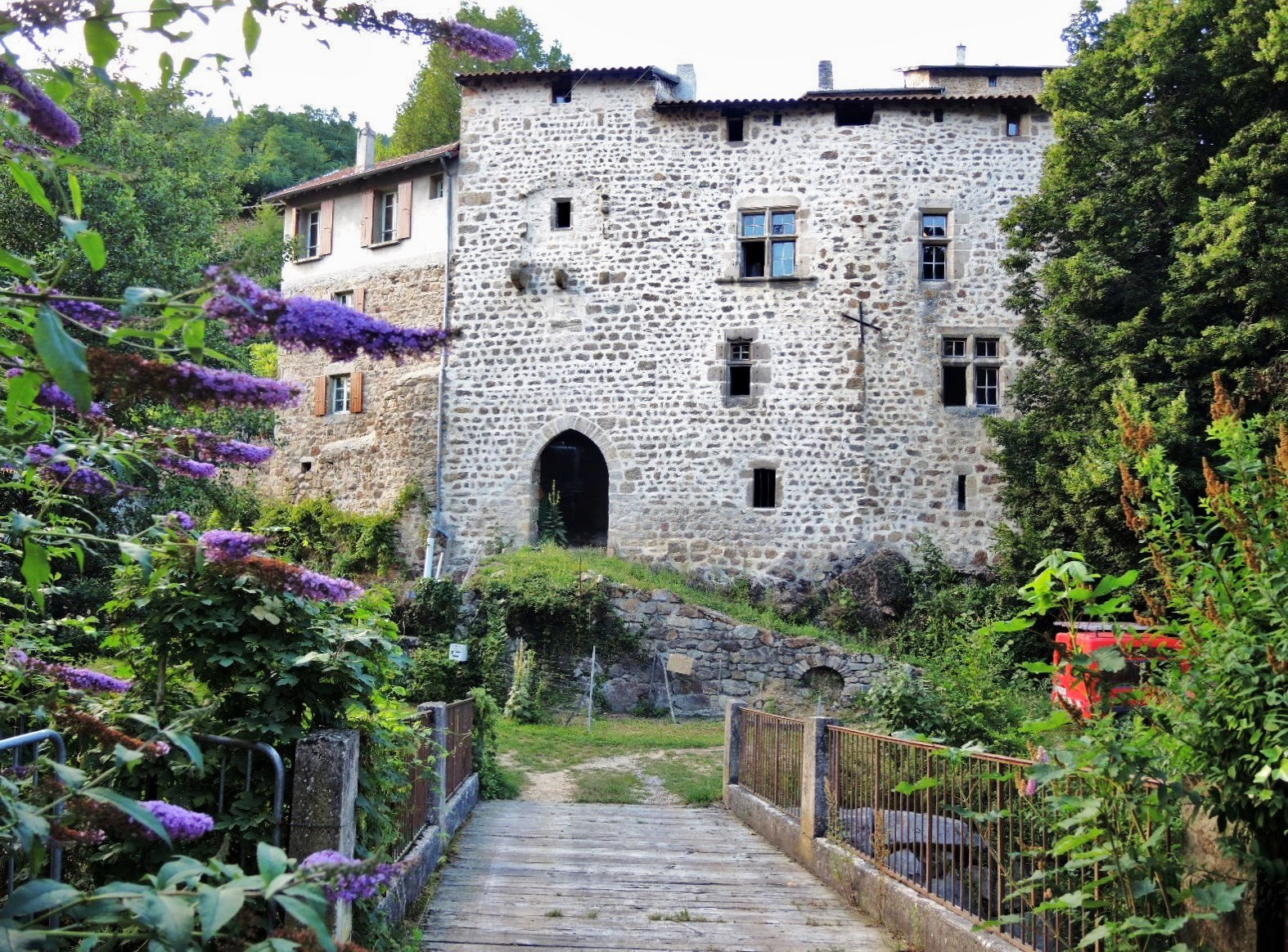
Vocance